# Янь Лянькэ
Янь Лянькэ (кит. упр. 阎连科, пиньинь Yán Liánkē; род. 24 августа 1958 года) — китайский писатель романов и рассказов, проживающий в Пекине. Его творчество настолько реалистично и сатирично (сам он не не считает себя сатириком), что некоторые произведения были запрещены в КНР. Он признался в самоцензуре, когда писал свои рассказы, чтобы избежать цензуры. Благодаря тайваньским и гонконгским издателям его главные произведения нашли своего читателя. 
Удостоен премии Франца Кафки (2014), дважды попадал в шорт-лист международной Букеровской премии. Собственный стиль называет экспериментальным и сюрреалистическим, используя изобретенный им самим термин «мифореализм».

## Биография и личная жизнь
Родился в уезде Сунсянь в центральном Китае. В 1978 году начал службу в армии. В 1985 году окончил Хэнаньский университет, где изучал политологию и педагогику. В 1991 году окончил литературно-художественный институт НОАК.
По своим взглядам на религию — атеист, чем, по его словам, обусловлен его страх перед смертью.
Супруга — Чжай Лиша. Дети — Янь Сунвэй.

## Творчество
Я прошу прощения у всех читателей, которым причинил боль.
Янь Лянькэ является противником засилья в современной литературе Китая, с одной стороны, революционно-героического (под влиянием советских произведений), с другой, эстетского красивого и приятного чтения.
Действие ряда его художественных произведений происходит в горах Балоу, локусе художественного мира — это самый известный вымышленный ландшафт, созданный в китайской литературе. Это особенно верно в связи с публикацией «Цикла горы Балоу», включающей в себя «Кончину [Жигуан Люнянь]», «Твердый как вода» [Цзяньин Жушуй] и «Поцелуи Ленина» [Шоухуо], завершенного к 2004 году. Картины китайской истории и реальности в этих романах отличаются остротой,  глубоки, абсурдны и карнавальны, а персонажи психологически сложны. В этом заключалась важная перемена в стиле Яна по сравнению с его более ранними работами. 
Творчество Яня вызывало пристально внимание китайских властей после публикации «Поцелуев Ленина». По сюжету местный чиновник решает возродить умирающее село, организовав театральную труппу и представления для туристов, а затем на вырученные деньги привозит из России останки Ленина для построенного в деревне мавзолея.
Запрет на публикацию романа «Служить людям!» и изъятие в 2006 году уже отпечатанного тиража романа «Сны деревни Динчжуан» (о многочисленных больных СПИДом сельских жителях) за «очернение действительности» лишь способствовал распространению и переводу этих произведений в других странах.
В 2025 году в российском издательстве NoAge вышел русский перевод нового романа «Четверокнижие», который на родине писателя также не был принят ни одним издательством.